# Tropano
Tropano é um composto orgânico nitrogenado bicíclica. É conhecido principalmente por um grupo de alcaloides derivados dele (chamados alcaloides tropanos), os quais incluem, entre outros, a atropina e a cocaína. 